# Le Réveil wallon
Le Réveil Wallon est un hebdomadaire liégeois au ton résolument francophile lancé en 1907 par Émile Jennissen, Hector Chainaye, Albert du Bois et Alfred Colleye. Albert du Bois en est le propriétaire et le soutient financièrement.
Le Réveil wallon est l'un des premiers hebdomadaires de défense wallonne: dans son programme introductif, il affirme vouloir exposer et défendre les orientations des Congrès wallons de Liège en 1905 et de Bruxelles en 1906. 
Il détaille ensuite certains aspects qui lui paraissent indispensables : 
- assurer la prédominance de la langue française ;
- lutter pour que la Wallonie bénéficie de l’instruction primaire obligatoire et gratuite ;
- protester contre la manière dont est tue ou mutilée l’histoire de la Wallonie dans les manuels d’histoire officiels, etc.

La dernière partie du programme énonce la francophilie déclarée du Réveil wallon. 
Durant les quelques mois d’existence du journal — de novembre 1907 à juin 1908 —, Émile Jennissen tient une chronique destinée à mieux faire connaître la France aux Wallons.